# Chocola et Vanilla
 (novembre 2024).
Chocola et Vanilla, connu au Japon sous le titre Sugar Sugar Rune (シュガシュガルーン, Shuga Shuga Rūn, également stylisé Sugar² Rune), est un manga écrit et dessiné par Moyoco Anno. Il raconte l'histoire de deux jeunes sorcières, Chocola Meilleur et Vanilla Mieux, qui doivent prouver leur valeur en récupérant des cœurs, appelés des "cordis", monnaie du monde magique, dans le but d'en devenir la reine. Il a été prépublié entre août 2003 et avril 2007 dans le magazine Nakayoshi de l'éditeur Kōdansha, et a été compilé en un total de huit volumes. La version française est publiée en intégralité par Kurokawa.
Chocola et Vanilla a été adapté en série télévisée d'animation de 51 épisodes entre décembre 2005 et novembre 2006. Cette série est licenciée en France par Kazé et a été diffusée en France sur Canal J, France 3 et France 4.

## Histoire

### Intrigue
Chocola Meilleure et Vanilla Mieux sont deux jeunes sorcières. Afin de choisir la prochaine reine qui succédera à la reine Candy sur le trône du Royaume Magique, les deux meilleures amies, et prétendantes au trône, doivent aller vivre sur Terre sous la responsabilité de Rock'n Lovin, un artiste sorcier très célèbre, pour y attraper le plus grand nombre de cœurs (ou cordis). Elles se lancent donc dans une quête pour récolter des cœurs, dont chacun correspond à un sentiment. 
Un cœur rouge représente ainsi l'amour passionné, un cœur violet le désir inavouable, un cœur rose le frisson d'amour naissant. Le cœur orange représente un coup de foudre, le jaune évoque un sentiment de peur et le vert est pour l'amitié. Pour la haine et la jalousie, il est noir : si une sorcière prend un cœur noir, elle meurt, sauf pour celles qui sont devenues des « Ogresses » comme Vanilla, ou qui sont des « Purificatrices » comme Chocola et sa mère, Cannelle. Les purificatrices transforment les cœurs noirs en cœurs blancs, symboles de pureté et pouvant rendre sa forme d'origine à un serviteur magique. Enfin, un cœur bleu représente le respect, et un cœur arc-en-ciel représente l'amusement.
Sur Terre, Chocola, au caractère bien affirmé, n'arrive pas à récolter le moindre cœur. Quant à Vanilla, timide et douce, elle est très appréciée des garçons, contrairement à ce qui se passait dans le Monde magique. Cependant, tout se gâte lorsque Chocola tombe amoureuse de Pierre, le plus beau garçon de l'école, toujours entouré des Members : un groupe de filles qui empêchent d'autres filles de l'approcher. Pierre ressemble étrangement au Prince des glaces, dont le nom de famille est justement Glace et réside au royaume magique. Au bout de l'épisode 25, on comprend qu'il est lui aussi un sorcier, alors que dans le manga, on l'apprend dès le tome 1. Il « avoue » à Vanilla qu'elle est née ogresse. Bien que ce soit faux, Vanilla se laisse manipuler et Pierre lui « implante », avec son consentement, un cœur noir dans la poitrine. Elle devient la Princesse des Ogres, mais continue à concourir pour le titre de reine du Monde magique. Par la suite on découvre qu'elle a 2 cœurs : l'original et le noir.
Chocola décide de prendre le cœur noir de Vanilla, au risque d'en mourir. C'est alors qu'elle se révèle être une « purificatrice », comme sa mère Cannelle, bien que ce statut ne soit pas censé être héréditaire. Par la suite, Chocola donne le cœur noir purifié, donc blanc, à son serviteur magique Duke, une grenouille. Celui-ci retrouve sa forme originale : un sorcier, qui se nomme désormais Poivre. Dans le tome 7, il lui apprend l'histoire de sa naissance et lui révèle que son père est Glace, le seigneur du royaume des Ténèbres. Chocola se demande alors si Pierre n'est pas son frère, car il ressemble à Glace. Si tel était le cas, ils ne pourraient plus s'aimer. Leur amour n'est pas au goût du clan des Ogres, ni des amis de Chocola. 
Au cours d'un spectacle donné par des classes de l'école Moegi, Chocola joue le petit Chaperon Rouge et Vanilla Blanche Neige. Chocola est attaquée sur scène par un loup appelé Armure, qui vient du Pays Magique. Pierre, après un combat mené contre Houx qui, jaloux de l'amour que Chocola porte à Pierre, l'attaque sous l'emprise de son cœur noir, vient à sa rescousse. L'attaque du loup se révèle être un piège : Alchimie, un magicien mal intentionné, lui vole son cœur noir, et bien que Chocola s'interpose pour attraper elle-même le cœur de Pierre, celui-ci ne se réveille pas.
Chocola décide d'aller voir son père, Glace, car lui seul peut réveiller Pierre et Houx, ce dernier étant prisonnier du sort de Pierre. Chocola et Vanilla décident d'aller sauver leurs bien-aimés (Vanilla avoue à Chocola son amour pour Houx). Poivre intervient et tente de les aider, il est intrigué par Cernunos car Candy lui a dit que Cannelle avait été transformée en chat. Cernunos les aide à entrer dans le royaume des ogres. Chocola, qui ne sait pas que sa mère, transformée en chat, veut lui offrir le cœur purifié de Pierre pour les aider, refuse le cœur et le repousse sur Blanca, qui repasse de souris à sorcière. Après une longue marche, Chocola pense à Pierre en se disant qu'elle ne pourra jamais le sauver. C'est là que le sentiment de Chocola pour Pierre apparaît et se transforme en grains de lumière pour indiquer le chemin à suivre, afin d'arriver au palais de Glace.
Arrivée là-bas, Glace veut convaincre Chocolat de sa gentillesse pour l'émouvoir. Glace était piégé d'un sceau pendant de longues années par ses amantes. Seule une personne de son sang pourrait le briser. Une larme de Chocola tombe, libérant Glace. Il lui confie un cristal très puissant, nommé "Cristal Étincelle" qui pourrait sauver ses amis. Elle finit par réveiller Pierre et Houx. À leur retour au royaume magique, ils trouvent le château assiégé par des centaines d'ogres. Cette guerre entraîne la mort de Lovin, la disparition de Chocola et Pierre, ainsi que le sacrifice de la reine Candy.

### Fin et différence entre le manga et l'anime

#### Série
Après 3 ans, le jour du couronnement approche. Chocola n'étant pas là, on décide que Vanilla sera reine. Le jour du couronnement, Chocola et Pierre réapparaissent mystérieusement. Chocola et Vanilla sont en face de la reine Candy et Vanilla est désignée pour être la reine. Après avoir reçu la couronne, elle se retourne vers Chocola et celle-ci s'agenouille devant Vanilla, la nouvelle reine. Mais Vanilla enlève sa couronne et la met sur la tête de Chocola.
Face à la surprise générale, lorsqu'on lui demande la raison de cet acte, Vanilla répond alors que Chocola mérite plus qu'elle le titre de reine du Monde Magique. Cette décision est approuvée par l'ancienne reine Candy, Chocola est alors devenue la reine au grand désespoir de Blanca; elle et Duke n'ont pas retrouvé leurs formes de sorciers dans le dessin animé. Après le couronnement de Chocola, on voit les deux amies, Houx et Saule arrivant à l'école Moégi. Face à eux, Pierre et les Members arrivent. Ils s'arrêtent et, à la grande surprise des Members et de toutes les filles de l'école, Pierre fait le baisemain à Chocola. Tout se termine bien, Chocola et Pierre peuvent s'aimer librement.

#### Manga
Vanilla, ayant aperçu Chocola parmi la foule de gens venue célébrer son couronnement, demande à la faire venir. Là, elle retrouve Chocola et Pierre, qui ont bien grandi, et demande à Chocola de devenir reine parce qu'elle est son modèle depuis toutes ces années. Chocola refuse et lui ouvre les yeux sur ce qu'elle vaut vraiment, et tout ce qu'elle a fait pour son royaume. Vanilla reste donc reine, tandis que Chocola et Pierre retournent dans le monde des humains, où il s'est écoulé 30 ans. Pierre, dont le cœur est tout rouge d'amour pour sa « reine Chocola à lui » l'embrasse en plein ciel.

### Les couleurs des cœurs et leur valeurs
| Couleur          | Description                                             | Valeur (en cordis) | Notes |
| ---------------- | ------------------------------------------------------- | ------------------ | --- |
| Cœur Jaune       | Apparaît quand la personne est troublée ou mal à l'aise | 5                  | |
| Cœur Orange      | Coup de foudre                                          | 300                | |
| Cœur Vert        | Amitié précieuse                                        | 350                | |
| Cœur arc-en-ciel | Amusement et bonheur                                    | 500                | Seules les filles peuvent l'éprouver. Présent uniquement dans la série.                                                                     |
| Cœur rose        | Frisson d'un amour tout juste naissant                  | 1000               | |
| Cœur violet      | Désir inavouable                                        | 2500               | |
| Cœur bleu        | Respect ou vénération                                   | 3000               | |
| Cœur rouge foncé | Amour passionné                                         | 5000               | |
| Cœur noir        | Ébène de haine et jalousie                              | 0                  | Fatal pour les sorciers et les sorcières, sauf pour les ogres, qui s'en nourrissent. Dégage une énergie négative. On ne peut pas l'estimer. |
| Cœur blanc       | Pureté                                                  | 8000               | Ancien cœur noir libéré par une Purificatrice                                                                                               |
| Cœur de Cristal  |                                                         | 9000               | Cœur de la licorne. Présent uniquement dans la série.                                                                                       |

## Personnages
Chocola Meilleure/Chocola Katô (ショコラ・メイユール/加藤 ショコラ, Shokora Meiyuuru/Kato Shokora)
Chocola, la fille de la sorcière Canelle, est volontaire et pleine de vie. Elle est rousse et a les yeux verts. Pressentie pour peut-être devenir la prochaine reine du Royaume Magique, elle doit auparavant, comme sa meilleure amie et néanmoins rivale Vanilla, faire ses preuves dans le monde des humains. Pour cela, elle doit s'emparer des cœurs d'un maximum de garçons.
Or, si Chocola était très populaire au Royaume Magique, tout semble différent chez les humains et elle a bien du mal à attirer l'attention de la gent masculine. Les choses se compliquent encore quand Chocola tombe sous le charme de Pierre, un beau garçon de Moégi. Dans le dernier tome, Chocola prend le cœur de Pierre en pensant qu'il en avait deux.
Elle le sauve et sans le vouloir brise le sceau de Glace, qui est en fait le père de Chocola. Elle parvint à vaincre Glace, qui voulait qu'elle règne à ses côtés mais elle meurt avec Pierre. Ils arrivent ensuite dans un jardin, où des fées leurs redonnent la vie pendant trois ans, leurs souvenirs reviennent et ils rentrent au Royaume où ils arrivent pour le couronnement de Vanilla.
Alors que cette dernière veut laisser la place de reine à Chocola, celle-ci refuse et part dans le monde des humains où 30 ans se sont écoulés. Dans le dessin animé, Vanilla est déclarée reine, mais laisse sa place à Chocola.
Vanilla Mieux/Vanilla Aisu (バニラ・ミュー/愛須 バニラ, Banira Myuu/Aisu Banira)
Fille de la reine Candy, souveraine en titre du Royaume magique, Vanilla est tout le contraire de son amie Chocola. Elle est timide, douce, généreuse et introvertie. Elle est blonde et a les yeux violets. Sur Terre, son caractère lui est favorable car elle attire sur elle les regards de tous les garçons de l'école.
Avec tristesse et souffrance, Vanilla se fait manipuler par Pierre et devient la reine des Ogres. Mais Chocola lui a enlevé son cœur noir et Vanilla redevient gentille. À la fin, Vanilla sera la reine du Royaume Magique mais elle laissera sa place à son amie Chocola.
Dans le manga, Vanilla restera reine avec Houx (devenu son bien-aimé).
Pierre Tempête de Neige (ピエール・テンペテ・ド・ネージュ, Piēru Tenpete do Nēju)

Pierre est le garçon le plus populaire de l'école, blond aux yeux bleu ciel, il a un charme redoutable. Bon élève, escrimeur de premier plan et joueur de tennis, son allure de séducteur fait fondre la plupart des filles de l'école. Constamment entouré des Members, un groupe de filles qui lui vouent un culte et empêchent toutes les autres de s'en approcher, il affiche une assurance qui irrite Chocola, qui se décide à voler son cœur pour lui donner une leçon de modestie.
Cependant, c'est elle qui finira sous le charme de ce garçon ressemblant au Seigneur Glace, personnage sinistre de la légende du Royaume Magique, qui est en réalité le père de Chocola. Il finira par tomber amoureux de Chocola et par l'épouser, en lui donnant son cœur et elle le sien, ce qui dans le royaume Magique équivaut à un mariage.
Dans la version dessin animé, Pierre a été possédé par Glace, le Seigneur des Ténèbres, qui voulait prendre le cœur de Chocola, mais Pierre s'est interposé, et a battu Glace de l'intérieur. Il a été chassé de son statut de Prince des Ogres, car son amour pour Chocola a été révélé. Son élément est l'eau et son point faible est l'air.
À la fin, Chocola prendra son cœur en pensant qu'il en avait deux, mais il n'en avait qu'un. Finalement, Chocola le sauve et tout fini bien.
Houx (ウー, Ū) et Saule (ソウル, Souru)
Houx et Saule sont des frères jumeaux. Ce sont les meilleurs amis de Chocola dans le Monde Magique. À partir de l'épisode 14, ils sont envoyés sur Terre par la Reine Candy, qui, sentant une menace peser sur Chocola et Vanilla, leur demande de les protéger. Ils vont donc dans la même école qu'elles, en se faisant passer pour les cousins de Chocola et y deviennent assez populaires, faisant tomber les filles sous leurs charmes. Ils apprennent vite à se méfier de Pierre. Ils sont tous deux amoureux de Chocola, font très attention à elle et la protègent.
Leurs points forts sont pour l'un le froid et pour l'autre le chaud. Leur point faible est le point fort de l'autre. Ils ont pour élément : la nature.
À la fin du manga, Houx a un cœur noir, mais il se fait sauver par Vanilla et tombe amoureux d'elle.
Rock'n Lovin (ロッキン・ロビン, Rokkin Robin)

Rock'n Lovin est le tuteur et l'arbitre de Chocola et Vanilla, mais il est souvent absent, car c'est une rock star. Lui aussi est très populaire auprès des filles, la maîtresse de Vanilla et Chocola est une de ses fans et est amoureuse de lui. C'est un personnage extraverti, très démonstratif, qui porte des tenues assez extravagantes et qui adore ponctuer ses phrases de mots anglais.
Dans la version originale, c'est-à-dire en japonais, il adore parler en français, en utilisant des mots comme "mesdemoiselles". Cependant, il est toujours là quand Chocola ou Vanilla ont besoin de lui. Il est sorti avec la sorcière du Désert Cacao : Ambre.
Candy (クイーンキャンディ, Kuīn Kyandi)
La reine du Royaume Magique et la mère de Vanilla (le père est Duke, frère de Canelle et oncle de Chocola[réf. nécessaire]). Elle est montée sur le trône, car Canelle, la mère de Chocola, a été portée disparue dans tout le royaume.
Corne
Le grand-père de Chocola. C'est un ancien punk. Il embête toujours Chocola mais ne veut que son bien. Il a aussi beaucoup de succès auprès des femmes.
Waffle (ワッフル, Waffuru)
Dans la série, c'est une petite sorcière amoureuse de Houx. Elle comprendra vite que ce dernier aime Chocola et sera très jalouse.
Blanca (ブランカ, Buranka) et Duke (デューク, Dyūku)
Ce sont les serviteurs magiques invoqués par Vanilla et Chocola.
- Blanca est une souris blanche aux yeux roses, au service de Vanilla. Elle a des allures de peste, obsédée des bonnes manières, égoïste et vaniteuse, ne faisant qu'encourager Vanilla à abandonner Chocola. Son vrai nom est Rubis, c'est une sorcière qui reprendra sa forme d'origine dans le tome 7.
- Duke est une grenouille rayée horizontalement de rouge et de noir, aux yeux verts. Il est plutôt paresseux, répétant sans cesse « Vanilla a beaucoup d'avance sur toi, Chocola », sans bouger. Mais il sait aussi se rendre utile : il pénètre dans la bulle de Pierre, qui voulait prendre le cœur de Chocola. Mystérieusement, il semble qu'il connaissait la véritable identité de Pierre. Son vrai nom est Poivre.

Blanca et Duke ne s'aiment pas. Ils étaient à l'origine des sorciers, comme Chocola et Vanilla.
Girouette
Il est une sorte de serviteur, mais sous forme humaine, il aide Pierre à récolter des cœurs noirs et tente de mettre des bâtons dans les roues de Chocola. Elle ne l'aime pas du tout. Il conseille Pierre sur ses choix. Au bout de sept tomes, il se lasse du clan des Ogres et veut se faire purifier le cœur pour s'exiler dans le royaume Magique. Houx se sert de lui comme allié pour pouvoir vaincre Pierre, il lui apprend que le point faible de Pierre est le vent. Il est allié ou ennemi selon ses humeurs. Alchimie se sert de lui pour savoir ou trouver des cœurs noirs.
Ambre la sorcière des plaines
Ambre est la sorcière qui garde le désert « cacao » situé au fin fond du monde magique. Elle parait très jeune pour son âge. Elle est sortie avec Lovin et l'a aimé secrètement et réciproquement jusqu'à la fin. Pendant le combat final, elle arrive lors de l'affrontement entre Lovin et Glace et vois son bien-aimé se faire tuer. Dans le tome 5, elle sauve Chocola qui tombe des ténèbres et l'aide à retourner dans le monde des humains.
Sylvia Train
C'est la sorcière de la lumière. Dans le monde des humains, elle est une talentueuse actrice.
Cannelle
C'est la mère de Chocola. Dans le monde des humains, elle apparaît sous forme d'un chat noir : Cernunos. Cannelle est réputée pour être très belle. Dans sa jeunesse, c'était la meilleure amie de Candy et sa rivale au trône. Canelle était la reine du monde magique, mais a cédé son rôle à Candy, pour essayer de purifier le cœur de Glace. Elle est tombée amoureuse de Glace, avec qui elle donnera naissance à Chocola.
Glace
Autrefois, il était le premier roi du Monde Magique avec six autres sorcières, il est trahi, enfermé puis exilé par ces dernières. C'est lui qui formera le clan des Ogres. Il est d'une beauté glaciale et a aimé Cannelle, ils ont eu ensemble Chocola. Glace veut que Chocola vienne à ses côtés, mais la jeune fille est très peu coopérative sur ce sujet. Emprisonné pendant très longtemps dans son palais, seule quelqu'un partageant le même sang que lui pouvait le libérer, ce qu'a accidentellement fait Chocola en versant une larme sur le sceau qui le retenait prisonnier. Il est extrêmement puissant et manipule la glace à la perfection, d'où son titre « Prince des Glaces ».
Akira
Camarade de classe de Chocolat et Vanilla dans le monde des humains. Passionner d'ovnis, il est persuadé que les deux filles sont des Ovnis. Dans le dessin animé, il les voit tomber du ciel le jour de leur arrivée[pas clair]. Il deviendra ensuite un ami de Chocola, qui aura l'occasion d'obtenir son premier Cœur vert grâce à lui.

## Manga

### Fiche technique
- Mangaka : Moyoco Anno
- Édition japonaise : Kōdansha
  - Nombre de volumes sortis : 8 (terminé)
  - Date de première parution : août 2003
- Édition française : Kurokawa
  - Nombre de volumes sortis : 8 (terminé)
  - Date de première publication : avril 2007
  - Format : 115 x 177 mm

Chocola et Vanilla a reçu le Prix du manga de son éditeur japonais en 2005, catégorie enfant, et non shōjo.

### Liste des volumes
| no | Japonais          | Japonais          | Français         | Français          |
| no | Date de sortie    | ISBN              | Date de sortie   | ISBN              |
| --- | ----------------- | ----------------- | ---------------- | ----------------- |
| 1 | 26 mars 2004      | 4-06-334859-8     | 12 avril 2007    | 978-2-351-42183-3 |
| Liste des chapitres : - Rune 1 : Pluies de chocolats et de cœurs - Rune 2 : Cœur de Chocola, cœur de Vanilla - Rune 3 : L'interview imprévue du Club journal - Rune 4 : Les amoureux de Noël - Rune 5 : Le cœur rose (1re partie) - Rune 6 : Le cœur rose (2de partie)                                                   |                   |                   |                  |                   |
| 2 | 22 octobre 2004   | 4-06-334930-6     | 12 avril 2007    | 978-2-351-42184-0 |
| Liste des chapitres : - Rune 7 : Le secret de Pierre et le secret du carnet - Rune 8 : Vanilla s'affirme - Rune 9 : En route pour le monde magique... !! - Rune 10 : Découvertes au pays natal - Rune 11 : Discorde au sein du royaume ?! - Rune 12 : La barrette magique                                                |                   |                   |                  |                   |
| 3 | 20 mai 2005       | 4-06-372014-4     | 14 juin 2007     | 978-2-351-42192-5 |
| Liste des chapitres : - Rune 13 : Séparatation - errance - retrouvailles - Rune 14 : Vulnérable Chocola - Rune 15 : La transformation de Vanilla - Rune 16 : Un petit cœur tout rouge - Rune 17 : Un Valentin secret - Rune 18 : L'examen de printemps                                                                   |                   |                   |                  |                   |
| 4 | 13 octobre 2005   | 4-06-372077-2     | 23 août 2007     | 978-2-351-42193-2 |
| Liste des chapitres : - Rune 19 : La première nuit de Walpurgis - Rune 20 : La mission de Pierre, la souffrance de Chocola - Rune 21 : À qui est Chocola ? - Rune 22 : Les ogres ouvrent les hostilités - Rune 23 : Prends son cœur !                                                                                    |                   |                   |                  |                   |
| 5 | 13 février 2006   | 4-06-372129-9     | 11 octobre 2007  | 978-2-351-42194-9 |
| Liste des chapitres : - Rune 24 : Seuls dans la grotte - Rune 25 : Passage oublié, souvenir oublié - Rune 26 : Apprentissage auprès de la sorcière des plaines - Rune 27 : Aventures au pays magique ! - Rune 28 : Alchimie, vendeur du marché noir - Bonus : Chocola et Vanilla et l'étoile des rêves                   |                   |                   |                  |                   |
| 6 | 13 juillet 2006   | 4-06-372166-3     | 13 décembre 2007 | 978-2-351-42195-6 |
| Liste des chapitres : - Rune 29 : Ciel nocturne, magie de l'amitié - Rune 30 : Les deux cœurs de Vanilla - Rune 31 : Chocola purificatrice - Rune 32 : Le sombre stratagème d'Alchimie - Rune 33 : Sylvia la sorcière de la lumière entre en scène ! - Bonus : Les cadeaux de Noël du monde magique                      |                   |                   |                  |                   |
| 7 | 6 janvier 2007    | 978-4-06-372246-8 | 14 février 2008  | 978-2-351-42282-3 |
| Liste des chapitres : - Rune 34 : La passé de Duke, le secret de maman - Rune 35 : Le cœur noir du chevalier Houx - Rune 36 : Le cœur de Pierre est à moi ! - Rune 37 : C'est l'amour qui nous motive - Rune 38 : Le pays des ogres, le palais inversé - Bonus : Bienvenue dans le monde des poupées                     |                   |                   |                  |                   |
| 8 | 13 septembre 2007 | 978-4-06-372316-8 | 15 mai 2008      | 978-2-351-42321-9 |
| Liste des chapitres : - Rune 39 : Le palais des glaces, la prison de Glace - Rune 40 : Les larmes de Chocola, le sceau brisé - Rune 41 : Royaume contre ogres, la guerre finale débute - Rune 42 : La vraie forme de Cornunnos, la décision de Chocola - Rune dernière : La reine est choisie ! Un étincelant cœur rouge |                   |                   |                  |                   |

## Anime

### Fiche technique
- Réalisation : Yukihiro Matsushita
- Character design : Noriko Otake, Sayuri Sugitou
- Créateur original : Moyoco Anno
- Musique : Yasuharu Konishi
- Animation : Studio Pierrot
- Licencié en France par : Kazé
- Nombre d'épisodes : 51
- Date de première diffusion au Japon : 2 juillet 2005[2]
- Version française :
  - Doublage effectué par les studios de Saint-Maur[3]
  - Chef de plateau : Frédéric Souterelle
  - Auteurs : Eric Lajoie, Frédéric Roques…

### Liste des épisodes
| No | Titre français                                     | Titre japonais                       | Titre japonais                              | Date de 1re diffusion |
| No | Titre français                                     | Kanji                                | Rōmaji                                      | Date de 1re diffusion |
| --- | -------------------------------------------------- | ------------------------------------ | ------------------------------------------- | --------------------- |
| 01 | Pluie de Chocolats et de cœurs                     | チョコとハートの流れ星               | Choko to Hāto no Nagareboshi                | 2 juillet 2005        |
| Deux jeunes et malicieuses sorcières, Chocola et Vanilla, doivent faire leurs preuves dans le monde des humains. Elles viennent sur Terre pour voler le cœur des garçons. |                                                    |                                      |                                             |                       |
| 02 | Combat d'amour entre la grenouille et la souris    | かえるとねずみのラブバトル           | Kaeru to Nezumi no Rabu Batoru              | 9 juillet 2005        |
| Chocola et Vanilla décident de faire appel à des serviteurs magiques afin qu'ils les aident à récolter des cœurs. Vanilla hérite d'une petite souris nommée Blanca, qui lui est toute dévouée et qui n'apprécie pas beaucoup Chocola. Celle-ci n'a guère le temps de se demander où sa propre créature a bien pu passer : elle est prise à partie par des collégiennes, qui lui reprochent son manque de politesse envers le mystérieux Pierre. De son côté, Mimura découvre dans les couloirs de l'école une drôle de grenouille. Jamais à court d'idées, il décide de jouer un mauvais tour à Chocola… |                                                    |                                      |                                             |                       |
| 03 | L'interview imprévue du club journal               | 新聞部とつげき☆インタビュー          | Shinbun-bu Totsugeki Intabyū                | 16 juillet 2005       |
| Vanilla continue à récolter des cœurs, au grand dam de Chocola, qui n'en a encore qu'un seul. Aussi, quand elle surprend Nishitani, le président du club journal, en train de la prendre en photo, elle accepte l'interview qu'il lui propose. Elle a réalisé que le cœur orange de son camarade battait pour elle, et se promet de le lui dérober à la première occasion… |                                                    |                                      |                                             |                       |
| 04 | Brillant magique et présage d'amour                | 魔法のリップは恋の予感               | Mahō no Rippu wa Koi no Yokan               | 23 juillet 2005       |
| Chocola et Vanilla découvrent que leur classe s'apprête à jouer « Roméo et Juliette » sous la direction de Manabe, une fille dont le tempérament franc et directif n'est pas pour déplaire à Chocola. D'ailleurs, celle-ci aimerait beaucoup que les humains soient tous comme sa camarade. Elle commande donc un brillant à lèvres magique pour faire parler son entourage et n'a de cesse de l'utiliser, sans tenir compte des avertissements de Lovin… |                                                    |                                      |                                             |                       |
| 05 | Une visite palpitante                              | ドキドキハラハラ！！家庭訪問         | Dokidoki Harahara!! Katei Hōmon             | 30 juillet 2005       |
| Le professeur Mochizuki rend visite à Lovin pour lui parler de la scolarité de Chocola et de Vanilla. Mais ce dernier est absent. Pour faire patienter le professeur, Chocola demande l'aide de Duke et Blanca… |                                                    |                                      |                                             |                       |
| 06 | Un effort récompensé                               | ハートをねらえ！恋のフェンシング     | Hāto o Nerae! Koi no Fenshingu              | 6 août 2005           |
| Chocola est en admiration devant Sarah la Pointe. Elle décide de lui ressembler et de s'inscrire au club d'escrime mais pour y être admise il va falloir qu'elle se battre en duel avec Pierre, président et responsable du club… |                                                    |                                      |                                             |                       |
| 07 | Chocola, hors compétition pour le trône            | ショコラ、女王候補失格！？           | Shokora, Joō Kōho Shikkaku!?                | 13 août 2005          |
| Chocola se pose des questions sur sa maman qu'elle n'a pas connue. Personne autour d'elle n'est capable de la renseigner. Elle décide de retourner au Royaume pour y récolter des informations sans savoir qu'elle est en train de commettre l'irréparable. Elle risque d'être disqualifiée dans la course au titre de reine… |                                                    |                                      |                                             |                       |
| 08 | Des vacances très féminines !!                     | レディな気分のバカンスデート         | Redi-na Kibun no Bakansu Dēto               | 20 août 2005          |
| Chocola et Vanilla acceptent de passer un week-end avec Pierre et les filles du Members. Chocola est bien décidée à voler le cœur de Pierre. Elle s'achète des mules magiques qui la rendront plus âgée et plus féminine et qui lui faciliteront sa tâche pour le séduire… |                                                    |                                      |                                             |                       |
| 09 | Le cadeau du cœur vert                             | 緑のハートがくれたもの               | Midori no Hāto ga Kuretamono                | 27 août 2005          |
| Akira a manqué l'école et mademoiselle Mochizuki charge Chocola de lui apporter une photocopie. Mais Chocola et ses amis découvrent que leur camarade n'est pas malade comme il le prétendait : en réalité, Hiroshi, ce chien idiot qu'il adore, a disparu. Ses amis décident alors d'aider Akira à le retrouver… |                                                    |                                      |                                             |                       |
| 10 | Apprenez avec Lovin : Opération Love Love          | ロビンに学べ！ラブラブ大作戦         | Robin ni Manabe! Rabu-Rabu Daisakusen       | 3 septembre 2005      |
| Alors que Lovin tourne une nouvelle publicité, les filles se faufilent dans le studio pour l'espionner : elles veulent essayer d'appliquer ses méthodes afin de récolter autant de cœurs que lui. Mais n'est pas Lovin qui veut et leurs efforts ne semblent guère être couronnés de succès… |                                                    |                                      |                                             |                       |
| 11 | Le charme de l'amitié                              | 恋より大切！？友情魔法               | Koi Yori Taisetsu!? Yūjō Mahō               | 10 septembre 2005     |
| Vanilla est si populaire que Mitsuki, une fille de la classe, vient la trouver pour lui demander de l'aider à attirer l'attention d'un garçon qu'elle aime bien. Vanilla accepte et lui promet de garder son secret. Mais son comportement inhabituel ne manque pas d'intriguer Chocola et d'agacer Blanca… |                                                    |                                      |                                             |                       |
| 12 | Chocola se transforme en chat                      | ショコラ、ネコになる！？             | Shokora, Neko ni Naru!?                     | 17 septembre 2005     |
| Lovin annonce aux filles qu'elles vont devoir bientôt passer un examen très important. S'inquiétant de l'avance prise par Vanilla, Chocola pense que se transformer en chat serait un bon moyen de récolter des cœurs. Mais entre Akira et ses extraterrestres, et la perte de son pendentif, les choses vont vite prendre une vilaine tournure pour la jeune sorcière… |                                                    |                                      |                                             |                       |
| 13 | Jour d'examen                                      | 輝けハート！女王候補試験             | Kagayake Hāto! Joō Kōho Shiken              | 24 septembre 2005     |
| Ce sont les partiels. Chocola et Vanilla vont devoir se battre pour récolter le plus de cœurs couleurs arc-en-ciel que seules les filles peuvent dégager. Elles se démènent pour y arriver. Chocola décide d'organiser une petite fête à cette occasion… |                                                    |                                      |                                             |                       |
| 14 | Des magiciens dans le monde des humains            | 魔法使いの転校生                     | Mahō Tsukai no Tenkōsei                     | 1er octobre 2005      |
| Houx et Saule ont été envoyés par la reine Candy dans le monde des humains afin de veiller sur les petites sorcières. Une ombre noire et glaciale rôderait autour des deux jeunes filles. Ils affrontent Pierre au tennis. Ce dernier n'est apparemment pas impressionné par leur magie… |                                                    |                                      |                                             |                       |
| 15 | Des macarons pas comme les autres                  | あべこべマカロンで大混乱！？         | Abekobe Makaron de Daikonran!?              | 8 octobre 2005        |
| Chocola se réveille avec plein d'épis dans les cheveux. Elle cherche dans le catalogue de Magi-vente un produit pour remédier à son problème. Elle achète des macarons magiques mais se trompe dans la référence au moment d'envoyer sa commande. Les macarons qu'elle partage avec Vanilla vont provoquer un transfert de personnalité entre elle et Vanilla, comment feront-elles pour surmonter ça ? |                                                    |                                      |                                             |                       |
| 16 | La grande vedette Chocola                          | ショコラ、アイドルになる！           | Shokora, Aidoru ni Naru!                    | 15 octobre 2005       |
| Chocola et ses amis sont invités à assister au tournage de la série très en vogue « Les Justicières Masquées ». Elle croise l'héroïne par hasard, se lie d'amitié avec elle. Elle lui fait essayer son costume et disparaît dans la nature. Chocola est obligée d'assumer le rôle de l'actrice… |                                                    |                                      |                                             |                       |
| 17 | Aie, grand-père est là!                            | おじい襲来！恋のダンス対決           | Ojii Shūrai! Koi no Dansu Taiketsu          | 22 octobre 2005       |
| Chocola est horrifiée lorsque son grand-père lui rend visite. Elle doit lui prêter sa chambre. L'énergie débordante du vieillard a bientôt raison de sa santé et elle lui tient compagnie. Grand-père Corne lui lance alors un défi, qu'elle doit absolument gagner si elle veut qu'il s'en aille… |                                                    |                                      |                                             |                       |
| 18 | Le test de bravoure d'halloween                    | 超こわ！ハロウィン肝試し！？         | Chō Kowa! Harowin Kimodameshi!?             | 29 octobre 2005       |
| Halloween approche à grands pas et il est temps de se décider pour choisir l'animation principale de la fête à l'école alors que Chocola se lie d'amitié avec Yurika la chef des members, Vanilla s'inquiète pour son amie. Mais les members vont tout faire pour mettre des bâtons dans les roues à Chocola qui va se rendre compte très vite du danger qui la guette. |                                                    |                                      |                                             |                       |
| 19 | L'amourette de Blanca                              | 使い魔ブランカのちっちゃな恋         | Tsukaima Buranka no Chitchana Koi           | 5 novembre 2005       |
| Blanca s'est prise d'une soudaine passion pour le fromage : elle en sert à tous les repas. Chocola découvre alors le secret de la petite souris : elle est amoureuse d'un beau fromager. Contre toute attente, elle accepte de l'aider à le séduire… |                                                    |                                      |                                             |                       |
| 20 | Chocola et la petite recrue                        | ショコラピンチ？かわいい魔女志願     | Shokora Pinchi? Kawaii Majo Shigan          | 12 novembre 2005      |
| Une fillette nommée Sophia surprend Chocola en train d'utiliser la magie et la supplie de lui apprendre à en faire autant : elle veut devenir une sorcière. Mais Sofia saura-t-elle garder le secret de nos amies ? |                                                    |                                      |                                             |                       |
| 21 | Voyage au cœur des rêves                           | 魔法のティーカップは夢気分           | Mahō no Tī Kappu wa Yume Kibun              | 19 novembre 2005      |
| Après son doux rêve d'être reine, Chocola décide de récolter des cœurs grâce aux « tasses aux rêves ». Les ayant testées sur Vanilla, Duke et Saule, Chocola décide de s'exercer à l'école en tenant un café, jusqu'au moment où Pierre viens prendre une tasse... |                                                    |                                      |                                             |                       |
| 22 | Un combat acharné                                  | ショコラ＆バニラ 恋の三角関係？      | Shokora & Banira: Koi no Sankaku Kankei?    | 26 novembre 2005      |
| Shinohara est un garçon très studieux qui ne s'intéresse qu'à ses études. Vanilla lui demande de l'aider dans son travail et lui, il tombe secrètement amoureux d'elle. Mais Chocola avait décidé de lui prendre son cœur. Manque de chance, elle travaille mal et n'aime pas étudier. Comment faire pour l'attirer vers elle ?... |                                                    |                                      |                                             |                       |
| 23 | La course de l'amitié                              | 走れ走れ！友情リレー                 | Hashire Hashire! Yūjō Rirē                  | 3 décembre 2005       |
| Pour la fête sportive, Chocola a été désignée pour faire partie de l'équipe de la course au relais. Sakiko va peut-être quitter l'école à cause de la mutation de son papa et désire plus que tout courir avec son amie de toujours Ayano... |                                                    |                                      |                                             |                       |
| 24 | Le pouvoir des sentiments                          | バイバイ、ハートの髪飾り             | Bai-bai, Hāto no Kamikazari                 | 9 décembre 2005       |
| La récolte de cœur a été très satisfaisante en quantité, mais est-ce le cas en qualité ? Chocola se pose la question et finit par trouver le vrai sens de la pureté des sentiments... |                                                    |                                      |                                             |                       |
| 25 | Chocola, l'ogre et le secret du carnet             | ピエールの秘密、手帳の秘密           | Piēru no Himitsu, Techō no Himitsu          | 17 décembre 2005      |
| Lovin avertit Chocola et ses amis qu'un autre élève sorcier se trouve dans leur école. Ce dernier serait issu d'un clan ennemi et pourrait se révéler dangereux. Persuadés qu'il s'agit de Pierre, Vanilla, Houx et Saule essaient de mettre l'apprentie sorcière en garde contre le charme redoutable du garçon... |                                                    |                                      |                                             |                       |
| 26 | Les amoureux de Noël                               | クリスマスには恋するハート           | Kurisumasu ni wa Koisuru Hāto               | 24 décembre 2005      |
| Noël approche et les filles de la classe souhaitent organiser une soirée chez Chocola et Vanilla. Leur maison est assez grande pour qu’elles puissent également convier les garçons. Chocola doit donc faire du ménage, ce dont elle a horreur. Elle cherche alors par quel stratagème elle pourrait éviter cette corvée... |                                                    |                                      |                                             |                       |
| 27 | Un petit cœur tout rouge                           | 小さなハート、まっ赤なハート         | Chiisana Hāto, Makkana Hāto                 | 7 janvier 2006        |
| A nouvel an, Lovin est parti faire la fête au royaume magique. Chocola et ses amis, qui n'ont pas l'autorisation de rentrer au pays, s'ennuient ferme dans le monde des humains. Heureusement qu'Akira, son père et surtout son petit cousin, sont là pour leur changer les idées... |                                                    |                                      |                                             |                       |
| 28 | Rendez-vous risqué à l'aquarium                    | 危ない！水族館デート                 | Abunai! Suizokukan Dēto                     | 14 janvier 2006       |
| Chocola jubile : Pierre lui a proposé un rendez-vous, et elle compte bien profiter de l'occasion pour en apprendre plus sur lui et s'emparer de son cœur. Vanilla et Duke, estimant que leur amie joue avec le feu, tentent de la dissuader de s'y rendre... |                                                    |                                      |                                             |                       |
| 29 | Le secret de l'ogre                                | 魔界創世記、オグルの秘密             | Makai Sōseiki, Oguru no Himitsu             | 21 janvier 2006       |
| Chocola et Vanilla sont invitées au mariage du professeur Couglov, dans le monde magique. Chocola en profite pour aller voir la reine Candy afin de connaître la réelle identité de l'Ogre... |                                                    |                                      |                                             |                       |
| 30 | Les hostilités sont déclarées                      | オグル宣戦布告！ハート工場危機一髪   | Oguru Sensen Fukoku! Hāto Kōjō Kiki Ippatsu | 28 janvier 2006       |
| Chocola et Vanilla passent une nouvelle fois un examen. Elles doivent se rendre à la fabrique de cœurs du royaume. Mais l'Ogre interrompt l'examen et attaque la fabrique en se servant de sa créature magique, le Dragon Noir. L'heure est grave. Le peuple Ogre cherche le moment propice pour se venger. Le royaume va-t-il être contraint de lever une armée pour se défendre ?... |                                                    |                                      |                                             |                       |
| 31 | Waffle la petite sorcière                          | お騒がせ魔女・ワッフル登場！         | Osawagase Majo Waffuru Tōjō!                | 4 février 2006        |
| Waffle, une très jeune sorcière, est descendue chez les humains pour rejoindre Houx afin de lui déclarer sa flamme et l'éloigner de Chocola. Elle fabrique à l'aide de sa nounou un philtre d'amour pour Chocola. Elle doit tomber amoureuse d'un autre garçon pour qu'elle ait toutes ses chances de son côté avec Houx. Elle a la bonne idée d'organiser un rendez-vous entre Chocola et Pierre... |                                                    |                                      |                                             |                       |
| 32 | Les sentiments enfouis dans du chocolat            | ショコラ、チョコにこめた想い         | Shokora, Choko ni Kometa Omoi               | 11 février 2006       |
| A la Saint-Valentin, les petites sorcières apprennent la signification de cette fête. Mais une sorcière ne peut pas donner son cœur, à moins de mourir. Chocola est bien trop amoureuse de Pierre. Elle décide de fabriquer un chocolat magique et y scellera tous ses sentiments afin d'en alléger son cœur. Tous ces sentiments sont bien trop lourds à porter... |                                                    |                                      |                                             |                       |
| 33 | L'amitié est un précieux sentiment                 | 友情のハート、大切な想い             | Yūjō no Hāto, Taisetsuna Omoi               | 18 février 2006       |
| Depuis ses déboires avec Pierre, Chocola a du mal à retrouver le moral. Heureusement, elle découvre bientôt que Mimura et elle partagent de nombreux centres d'intérêt... |                                                    |                                      |                                             |                       |
| 34 | L'escapade de Chocola et Vanilla                   | ショコラとバニラと夢の星             | Shokora to Banira to Yume no Hoshi          | 25 février 2006       |
| Waffle décide de préparer le petit déjeuner pour son cher Houx, mais se révèle piètre cuisinière. Les autres s'étant moqué d'elle et de son jeune âge, la petite sorcière demande à Mémé-Nounou de faire rajeunir Chocola. Elle espère ainsi que Houx lui prêtera plus d'attention. Mais les sortilèges de la vieille femme ne sont pas toujours très au point... |                                                    |                                      |                                             |                       |
| 35 | Sa majesté Waffle                                  | ワッフル、女王様になる！             | Waffuru, Joō-sama ni Naru!                  | 4 mars 2006           |
| Waffle est exaspérée : un nouveau sort de Mémé-Nounou a encore tourné à la catastrophe. Elle décide donc de renvoyer la vieille dame et de se débrouiller par elle-même pour séduire Houx. Mais elle perd bientôt tout contrôle de la situation... |                                                    |                                      |                                             |                       |
| 36 | Mémé-nounou contre Grand-père                      | おじいを止めろ！ばあやの（秘）大作戦 | Ojii o Tomero! Bāya no Maru Hi Daisakusen   | 11 mars 2006          |
| Grand-père Corne est de retour. Il emmène tout le monde à la plage. Waffle et Mémé-Nounou sont aussi du voyage. Mais, agacée par le comportement de Corne, la vieille femme imagine bientôt un plan pour donner au vieil homme une bonne leçon. Chocola, que l'énergie de Corne épuise, accepte de lui prêter main-forte... |                                                    |                                      |                                             |                       |
| 37 | Le cœur noir et le piège de l'ogre                 | 黒いハートとオグルの罠               | Kuroi Hāto to Oguru no Wana                 | 18 mars 2006          |
| Le capitaine Glacier descend dans le monde des humains pour enquêter, avec l'aide de Lovin, sur les intentions de Pierre. Ce dernier ne lâche pas prise. Il invite Chocola à venir négocier avec elle, lui propose de devenir la reine de son clan et pendant ce temps attire Lovin et Glacier dans un redoutable piège. Heureusement, Chocola a du caractère et ne se laissera pas manipuler... |                                                    |                                      |                                             |                       |
| 38 | Succomber à la séduction ou préserver l'amitié ?   | ピエールの誘惑、引き裂かれた友情     | Piēru no Yūwaku, Hikisakareta Yūjō          | 25 mars 2006          |
| Faute de n'avoir pu faire succomber Chocola à la tentation, Pierre s'en prend à présent à Vanilla qui est beaucoup plus naïve et faible de caractère que son amie Chocola. Il parvient à ses fins, Vanilla se laisse abuser et entre dans le jeu de ce garçon démoniaque... |                                                    |                                      |                                             |                       |
| 39 | La future reine de l'ogre                          | 誕生、オグルのクイーン               | Tanjō, Oguru no Kuīn                        | 1er avril 2006        |
| Chocola remarque un changement de comportement chez Vanilla mais ne comprend pas ce qui lui arrive. Finalement, Vanilla se laisse abuser par Pierre. Elle accepte de devenir sa princesse… |                                                    |                                      |                                             |                       |
| 40 | L'aiguille noire de la jalousie                    | 嫉妬の黒い針                         | Shitto no Kuroi Hari                        | 8 avril 2006          |
| Chocola se fait un nouvel ami, gentil et charmant. Il s'appelle Takamura et il est plus âgé qu'elle. Apparemment, il aime être en compagnie de Chocola et finit par tomber amoureux. Vanilla lui jette un sort. Takamura n'est plus le même, il est devenu un garçon jaloux et possessif. Vanilla lui a lancé le sort « aiguille de jalousie », tous les garçons s'approchant de Chocola énervent Takamura. Chocola met tout en œuvre pour le rendre à nouveau normal. |                                                    |                                      |                                             |                       |
| 41 | Le mystère de la poudre épicée                     | バニラと対決！秘密のスパイス         | Banira to Taiketsu! Himitsu no Supaisu      | 15 avril 2006         |
| Chocola cherche un moyen de rendre Vanilla normale. N'en trouvant aucun, elle décide de s'occuper du framboisier auquel son amie tenait tant : elle espère ainsi la toucher. Cependant, à l'heure du déjeuner, un étrange vendeur fait la promotion d'une poudre épicée censée faire maigrir. Or, tous ceux qui la goûtent se retrouvent bientôt dotés d'un Cœur Noir… |                                                    |                                      |                                             |                       |
| 42 | La mésaventure de Pierre et Chocola                | ショコラ・ピエール、ふたりきりの冒険 | Shokora Piēru, Futari Kiri no Bōken         | 22 avril 2006         |
| Chocola a accepté le défi que lui a lancé Vanilla : capturer la première le cœur de Ian, un garçon qui aime le surf. Vanilla met toutes les chances de son côté : elle recrée une mer chez Pierre et invite la classe à venir profiter de son extraordinaire piscine. Mais elle a abusé de ses forces, et bientôt la mer disparaît, prenant au piège Chocola et Pierre, enfermés dans une étrange grotte souterraine. |                                                    |                                      |                                             |                       |
| 43 | La nuit de Walpurgis                               | ヴァルプルギスの夜への招待           | Varupurugisu no Yoru e no Shōtai            | 29 avril 2006         |
| Chocola est invitée à la Nuit de Walpurgis : au cours de cette fête, les candidates au titre de reine seront présentées à tous les sorciers présents dans le monde humain. Chocola se fait donc une joie de s'y rendre en compagnie de ses chevaliers servants, Houx et Saule. Tous se demandent cependant si Vanilla et les Ogres seront présents, et si rien ne viendra troubler la fête… |                                                    |                                      |                                             |                       |
| 44 | Le message de Maman                                | ママからのメッセージ                 | Mama kara no Messēji                        | 6 mai 2006            |
| Chocola s'est lancée à la poursuite de la mystérieuse femme apparue à la Nuit de Walpurgis. Elle ramasse ainsi un étrange bracelet perdu par celle-ci. Pendant ce temps, les choses s'enveniment entre les Ogres et les gardes. Désireux de protéger le royaume et Chocola, Glacier et Lovin décident d'employer les grands moyens contre Pierre, ses sbires et Vanilla, mais Chocola s'interpose… |                                                    |                                      |                                             |                       |
| 45 | Les deux cœurs de Vanilla                          | ピエールの策略、バニラのハート       | Piēru no Sakuryaku, Banira no Hāto          | 13 mai 2006           |
| Vanilla coopère toujours pour Pierre. Elle continue à nourrir les cœurs humains de haine afin de récolter des cœurs noirs. Cependant, deux cœurs se battent en duel en elle et deux sentiments opposés se querellent. Chocola essaie de trouver un moyen pour la sauver car Vanilla risque de mourir si elle s'obstine à vouloir devenir la reine des Ogres… |                                                    |                                      |                                             |                       |
| 46 | Voyage à la recherche d'Ambre dans le désert cacao | ココア砂漠の魔女・アンブル           | Kokoa Sabaku no Majo Anburu                 | 20 mai 2006           |
| Chocola part à la recherche de la sorcière Ambre, une amie d'enfance de sa maman, en quête de la solution pour sauver Vanilla. Ambre se montre hostile et peu arrangeante. Elle finit par lui donner quelques informations, mais elle souligne que Chocola ne possède pas un pouvoir assez puissant pour mener à bien sa mission… |                                                    |                                      |                                             |                       |
| 47 | Un souvenir glacial                                | 凍った記憶、ピエールの過去           | Kōtta Kioku, Piēru no Kako                  | 27 mai 2006           |
| Tous les ingrédients sont réunis pour préparer la potion magique. Cependant, les pouvoirs de Chocola ne sont pas assez puissants. Elle va devoir aller chercher des baies argentées pour renforcer l'efficacité de la potion. Pendant son périple, des souvenirs d'enfance resurgissent... |                                                    |                                      |                                             |                       |
| 48 | Les larmes de l'amitié                             | ノアールと友情の涙                   | Noāru to Yūjō no Namida                     | 3 juin 2006           |
| Chocola est décidée, elle se rend dans la demeure de Pierre afin d'extirper le cœur noir de Vanilla. Elle y parvient tant bien que mal… Mais là une découverte se fait, qui ne sera pas sans conséquence pour Pierre. Chocola a un nouveau pouvoir. |                                                    |                                      |                                             |                       |
| 49 | L'examen final                                     | クイーン最終試験、開始！             | Kuīn Saishū Shiken, Kaishi!                 | 10 juin 2006          |
| A nouveau réunies, Vanilla et Chocola ont maille à partir à l'école avec les Members. L'occasion pour Vanilla de prouver qu'elle n'est plus prête à se laisser marcher sur les pieds. Lovin vient bientôt annoncer aux filles qu'ils sont attendus au royaume pour leur annoncer le contenu de leur examen final. Celui-ci consiste à aller récupérer la corne de la licorne qui vit dans les Montagnes blanches. Encore faut-il qu'elles parviennent à rencontrer la créature ?... |                                                    |                                      |                                             |                       |
| 50 | Les trois travaux de la licorne                    | ユニコーンからの課題、試される心     | Yunikōn kara no Kadai, Tamesareru Kokoro    | 17 juin 2006          |
| Dans les Montagnes blanches, Chocola et Vanilla poursuivent leur examen final. Elles ont enfin trouvé la licorne, mais celle-ci leur impose trois épreuves avant de leur accorder sa corne. Tandis que l'aura noire des Ogres se propage dans tout le royaume, et que le Seigneur des Ténèbres se prépare à ressusciter, les petites sorcières vont-elles relever le défi et réussir à survivre ? |                                                    |                                      |                                             |                       |
| 51 | La future reine                                    | 輝くハート！次期女王決定             | Kagayaku Hāto! Jiki Joō Kettei              | 24 juin 2006          |
| Le combat final entre Chocola et Glace. Voilà le grand moment tant attendu pour nos deux amies. Laquelle des deux sera reine ? Chocola ou Vanilla ? |                                                    |                                      |                                             |                       |

### Doublage
|                                 | Japonais         | Français           |
| ------------------------------- | ---------------- | ------------------ |
| Vanilla Mieu (Aisu Vanilla)     | Juri Ihata       | Julie André        |
| Chocola Meilleur (Kato Chocola) | Marika Matsumoto | Isabelle Volpé     |
| Blanca                          | Chisa Yokoyama   | Florence Dumortier |
| Pierre                          | Hiroki Konishi   | Vincent de Bouard  |
| Rock'n Lovin                    | Kenjiro Tsuda    | Frédéric Popovic   |
| Duke                            | Yuuichi Yasoda   | Gwen Lebret        |